# Sektion Nördlingen des Deutschen Alpenvereins
Die Sektion Nördlingen des Deutschen Alpenvereins (DAV) e. V. (kurz DAV Nördlingen) ist eine Sektion des Deutschen Alpenvereins in Nördlingen. Sie wurde 1894 gegründet. Der DAV Nördlingen ist somit eine der ältesten Sektionen des Deutschen Alpenvereins und hat 2.077 Mitglieder (Stand: 31. Dezember 2024). In Nördlingen ist die Sektion der zweitgrößte Sportverein nach dem TSV 1861 Nördlingen.
Die Sektion unterhält eine Patenschaft mit der Sektion Donauwörth, aus der zahlreiche Bekanntschaften und Freundschaften hervorgegangen sind. In der Nördlinger Hütte gibt es daher die Donauwörther Stube.

## Sektionsvorsitzende
Eine chronologische Übersicht über alle Präsidenten der Sektion seit Gründung.
| Amtszeit  | Präsident            |
| --------- | -------------------- |
| 1894–1898 | Adolf Ulmer          |
| 1898–1910 | Eugen Waidenschlager |
| 1911–1921 | Leonhard Herrmann    |
| 1921–1928 | Gottfried Buckel     |
| 1928–1945 | Walter Braun         |
| 1945–1947 | ― 1                  |
| 1948      | Friedrich Schülen    |
| 1949–1960 | Hermann Salfner      |
| 1961–1984 | Alfred Brechensbauer |
| 1985–1992 | Michael Scherbaum    |

| Amtszeit  | Präsident          |
| --------- | ------------------ |
| 1992–1993 | Klaus Mayer        |
| 1994–2000 | Manfred Olschewski |
| 2000–2012 | Heinz Schmitzer    |
| 2012–2021 | Bernd Lasser       |
| 2021–     | Sabine Flügel      |

Anmerkung

## Hütte der Sektion
Die Nördlinger Hütte der Sektion befindet sich in der Erlspitzgruppe, dies ist der österreichische Teil des Karwendels, auf 2238 m ü. A. Höhe.

## Bekannte Mitglieder
- Michael Scherbaum, Restaurator im Steinmetz- und Steinbildhauerhandwerk.